# Marguerite Canal
Marie Marguerite Denise Canal (Tolosa de Llenguadoc, 29 de gener de 1890 - Cépet, 27 de gener de 1978) va ser una compositora i directora tolosana. Va ser la primera dona a dirigir una orquestra després de la Primera Guerra Mundial i a obtenir el Concurs del Premi de Roma.

## Biografia
Procedent d'una família de Tolosa, Marguerite Canal és la filla de Marie Dorothée Fauré, pianista notable i professora de piano, i de Maurice Canal, enginyer i melòman. És néta del Sr. Fauré, antic professor de fagot al Conservatori de Tolosa. Es va traslladar a París el 1902 i va entrar amb èxit al Conservatori al 1903 on estudià cant i piano. Allà, va guanyar els primers premis en harmonia musical (1911), acompanyament de piano (1912) i fuga (1915).
Alumna destacada, el 1917 fou la primera dona a dirigir una orquestra a França, en aquest cas la de la Unió de Dones Mestres i Compositores de Música (UFPC), durant diversos concerts a París, al Trocadéro i després al Palais de Glace.
Estudià composició amb Paul Vidal. El 1919 va ser nomenada professora de solfeig al Conservatori de Paris. El 1920 va ser la segona dona que va rebre el Premi de Roma de composició musical per unanimitat, amb la felicitació de Camille Saint-Saens, per la seva cantata escrita sobre Don Juan.
Va deixar la seva plaça de professora per a una estada a la Vil·la Mèdici de Roma, fins al 1925, però va reprendre les seves classes el 1932.
Paral·lelament, es dedicà a la composició, creant nombroses melodies i cançons de bressol inspirades en poemes de Charles Baudelaire, Paul Verlaine, Franz Toussaint, Marceline Desbordes-Valmore i Paul Fort. També actuaba al piano, acompanyant Ninon Vallin en els seus recitals.
Va ser nomenada Cavallera de l'ordre de la Legió d'Honor l'any 1939 i és autora d'una òpera, que va quedar inacabada, Tlass Atka o Le Pays Blanc, inspirada en la novel·la de Jack London, Burning Daylight.
El musicòleg Mario Facchinetti deia d'ella l'any 1956: “Marguerite Canal és una compositora inspirada que manté en la melodia francesa l'estil de Fauré, Debussy i Duparc, un estil sobri, noble i pur.»
Va acabar els seus dies en una residència de gent gran als suburbis de Tolosa i va morir el 27 de gener de 1978. Està enterrada al cementiri de Saint-Martin du Touch.

## Obra
Marguerite Canal té més de cent obres, inclosa obra pòstuma. Algunes de les més remarcables són:

### Cantates
- Le Poète et la fée (1919)
- Don Juan (1920)

### Per a orquestra
- Arabesque (1921)
- Chanson pour Namy
- La Flûte de Jade (1924)

### Per a música de cambra
- Sonate pour piano et violon (1926)
- Spleen pour violoncelle solo et quintette (1926)
- Idylle et Lied pour violon ou violoncelle et piano
- Thème et variations pour hautbois avec accompagnement de piano (1936)

### Per a piano
- Esquisses méditerranéennes (Heugel, 1930)
- Pages enfantines (Heugel, 1931)
- 3 Pièces romantiques (Enoch)

### Cançons
(escrites per a cant i piano sobre poemes de Baudelaire, Paul Verlaine, Paul Fort, Edmond Haraucourt, Desbordes-Valmore)
- Bien loin d'ici (Lemoine, 1940)
- Madrigal triste (id.)
- Recueillement (Lemoine, 1941)
- Amour partout (Eschig, 1948)
- Dormeuse (id.)
- Fileuse (id.)
- Pour endormir l'enfant (id.)
- Sagesse (Heugel)
- Au Jardin de l'Infante (Eschig)
- Musique (Jamin)
- Chanson de l'Aube
- L'Amour marin
- Le Bonheur est dans le pré
- Le Regard éternel (Lemoine)
- 6 Chansons écossaises (Jamin)
- Le Miroir et Romance (Jamin)
- Amours tristes (Lemoine, 1939) [text propi de Marguerite Canal][15]
- 3 Chants (Enoch, 1928)

### Obres Incompletes
- Tlass Akla (1920) òpera
- Requiem (1920)

## Discografia
- Marguerite Canal: Lieder, Songs, Melodies, Sonate für Violine & Piano, Dominique Longuet (baríton), Andreas Lucke (violí), Barbara Sarlangue-Laumeister (piano), Cavalli-Records, 2004
- Marguerite Canal: 3 pièces romantiques, Sophia Vaillant (piano) 2019
- Ravel & Canal: Sonates pour violon et piano, Guillaume Chilemme (violí) i Nathanaël Gouin (piano). Maguelone Music 2015.